# Struindol, Vidin
Struindol (în bulgară Струиндол) este un sat în comuna Belogradcik, regiunea Vidin,  Bulgaria. 

## Demografie
Componența etnică a satului Struindol
     Bulgari (51,85%)
     Romi (48,14%)
     Nicio identificare (0%)
     Altele (0%)
La recensământul din 2011, populația satului Struindol era de 27 locuitori. Din punct de vedere etnic, majoritatea locuitorilor (51,85%) erau bulgari, cu o minoritate de romi (48,14%). Pentru 0% din locuitori nu este cunoscută apartenența etnică.